# Gran Premio motociclistico del Qatar 2018
Il Gran Premio motociclistico del Qatar 2018 si è svolto il 18 marzo presso il circuito di Losail ed è stato la prima prova del motomondiale 2018. La quindicesima edizione della storia di questo GP ha visto la vittoria di Jorge Martín in Moto3, Francesco Bagnaia in Moto2 e Andrea Dovizioso in MotoGP.

## MotoGP

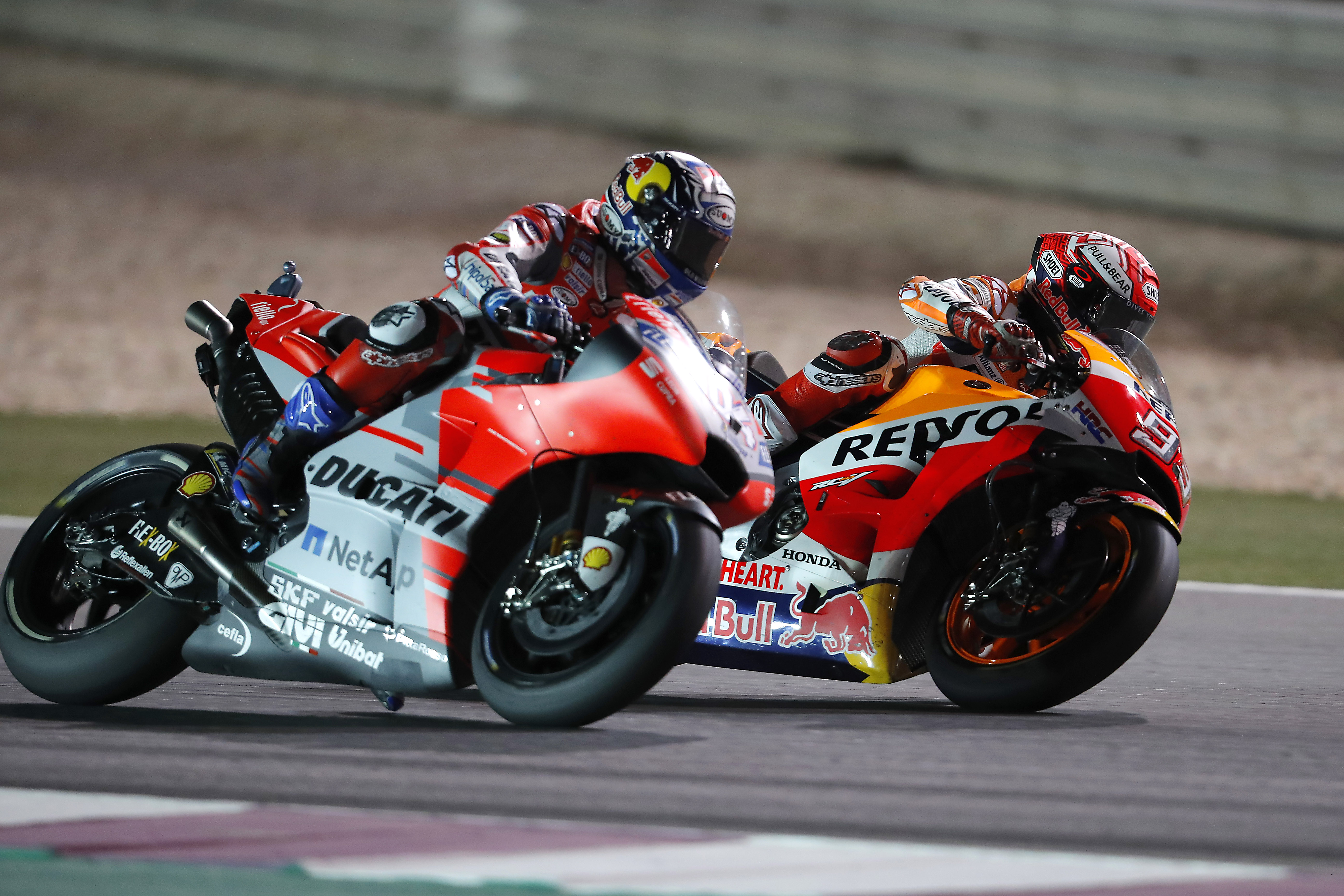
Dovizioso e Márquez, rispettivamente primo e secondo nella gara della classe MotoGP

La prima pole position della stagione è stata appannaggio del pilota francese Johann Zarco su Yamaha che è scattato bene al via, mantenendo la testa della gara per più di due terzi del suo svolgimento. La prova si è decisa all'ultima curva con un tentativo non coronato da successo da parte di Marc Márquez di sopravanzare Andrea Dovizioso; Il pilota della Ducati si è imposto con un distacco limitatissimo rispetto al pilota Honda; al terzo posto è giunto Valentino Rossi.

### Arrivati al traguardo
| Pos. | Nº | Pilota            | Squadra                     | Motocicletta       | Giri | Tempo     | Griglia | Punti |
| ---- | -- | ----------------- | --------------------------- | ------------------ | ---- | --------- | ------- | ----- |
| 1º   | 4  | Andrea Dovizioso  | Ducati Team                 | Ducati Desmosedici | 22   | 42:34.654 | 5º      | 25    |
| 2º   | 93 | Marc Márquez      | Repsol Honda                | Honda RC213V       | 22   | +0.027    | 2º      | 20    |
| 3º   | 46 | Valentino Rossi   | Movistar Yamaha             | Yamaha YZR-M1      | 22   | +0.797    | 8º      | 16    |
| 4º   | 35 | Cal Crutchlow     | LCR Honda Castrol           | Honda RC213V       | 22   | +2.881    | 4º      | 13    |
| 5º   | 9  | Danilo Petrucci   | Alma Pramac Racing          | Ducati Desmosedici | 22   | +3.821    | 3º      | 11    |
| 6º   | 25 | Maverick Viñales  | Movistar Yamaha             | Yamaha YZR-M1      | 22   | +3.888    | 12º     | 10    |
| 7º   | 26 | Dani Pedrosa      | Repsol Honda                | Honda RC213V       | 22   | +4.621    | 7º      | 9     |
| 8º   | 5  | Johann Zarco      | Monster Yamaha Tech 3       | Yamaha YZR-M1      | 22   | +7.112    | 1º      | 8     |
| 9º   | 29 | Andrea Iannone    | Suzuki Ecstar               | Suzuki GSX-RR      | 22   | +12.957   | 11º     | 7     |
| 10º  | 43 | Jack Miller       | Alma Pramac Racing          | Ducati Desmosedici | 22   | +14.594   | 10º     | 6     |
| 11º  | 53 | Esteve Rabat      | Reale Avintia Racing        | Ducati Desmosedici | 22   | +15.181   | 16º     | 5     |
| 12º  | 21 | Franco Morbidelli | EG 0,0 Marc VDS             | Honda RC213V       | 22   | +16.274   | 14º     | 4     |
| 13º  | 19 | Álvaro Bautista   | Ángel Nieto Team            | Ducati Desmosedici | 22   | +19.788   | 21º     | 3     |
| 14º  | 55 | Hafizh Syahrin    | Monster Yamaha Tech 3       | Yamaha YZR-M1      | 22   | +20.299   | 15º     | 2     |
| 15º  | 17 | Karel Abraham     | Ángel Nieto Team            | Ducati Desmosedici | 22   | +23.287   | 19º     | 1     |
| 16º  | 12 | Thomas Lüthi      | EG 0,0 Marc VDS             | Honda RC213V       | 22   | +24.189   | 18º     |       |
| 17º  | 30 | Takaaki Nakagami  | LCR Honda Idemitsu          | Honda RC213V       | 22   | +24.554   | 23º     |       |
| 18º  | 38 | Bradley Smith     | Red Bull KTM Factory Racing | KTM RC16           | 22   | +31.704   | 20º     |       |
| 19º  | 41 | Aleix Espargaró   | Aprilia Racing Team Gresini | Aprilia RS-GP      | 22   | +34.712   | 13º     |       |
| 20º  | 45 | Scott Redding     | Aprilia Racing Team Gresini | Aprilia RS-GP      | 22   | +37.641   | 17º     |       |
| 21º  | 10 | Xavier Siméon     | Reale Avintia Racing        | Ducati Desmosedici | 22   | +46.706   | 24º     |       |

### Ritirati
| Nº | Pilota        | Squadra                     | Motocicletta       | Giri | Griglia |
| -- | ------------- | --------------------------- | ------------------ | ---- | ------- |
| 44 | Pol Espargaró | Red Bull KTM Factory Racing | KTM RC16           | 15   | 22º     |
| 42 | Álex Rins     | Suzuki Ecstar               | Suzuki GSX-RR      | 12   | 6º      |
| 99 | Jorge Lorenzo | Ducati Team                 | Ducati Desmosedici | 12   | 9º      |

## Moto2
Come nella categoria di maggior cilindrata, anche la gara della classe Moto2 si è risolta solo sul traguardo, con Francesco Bagnaia che ha preceduto di 11 centesimi di secondo Lorenzo Baldassarri con cui ha duellato per quasi tutta la prova. Per Bagnaia si è trattato del primo successo nella classe. Al terzo posto è giunto Álex Márquez che era partito dalla pole position.

### Arrivati al traguardo
| Pos. | Nº | Pilota              | Squadra                      | Motocicletta       | Giri | Tempo     | Griglia | Punti |
| ---- | -- | ------------------- | ---------------------------- | ------------------ | ---- | --------- | ------- | ----- |
| 1º   | 42 | Francesco Bagnaia   | SKY Racing Team VR46         | Kalex              | 20   | 40'19.802 | 3º      | 25    |
| 2º   | 7  | Lorenzo Baldassarri | Pons HP40                    | Kalex              | 20   | +0,112    | 2º      | 20    |
| 3º   | 73 | Álex Márquez        | EG 0,0 Marc VDS              | Kalex              | 20   | +5,625    | 1º      | 16    |
| 4º   | 54 | Mattia Pasini       | Italtrans Racing             | Kalex              | 20   | +6,657    | 8º      | 13    |
| 5º   | 44 | Miguel Oliveira     | Red Bull KTM Ajo             | KTM                | 20   | +10,296   | 4º      | 11    |
| 6º   | 41 | Brad Binder         | Red Bull KTM Ajo             | KTM                | 20   | +10,344   | 13º     | 10    |
| 7º   | 23 | Marcel Schrötter    | Dynavolt Intact GP           | Kalex              | 20   | +11,419   | 9º      | 9     |
| 8º   | 97 | Xavi Vierge         | Dynavolt Intact GP           | Kalex              | 20   | +11,516   | 11º     | 8     |
| 9º   | 10 | Luca Marini         | SKY Racing Team VR46         | Kalex              | 20   | +20,69    | 17º     | 7     |
| 10º  | 9  | Jorge Navarro       | Federal Oil Gresini          | Kalex              | 20   | +20,961   | 7º      | 6     |
| 11º  | 36 | Joan Mir            | EG 0,0 Marc VDS              | Kalex              | 20   | +23,025   | 24º     | 5     |
| 12º  | 87 | Remy Gardner        | Tech 3 Racing                | Tech 3 Mistral 610 | 20   | +30,292   | 12º     | 4     |
| 13º  | 40 | Héctor Barberá      | Pons HP40                    | Kalex              | 20   | +30,299   | 19º     | 3     |
| 14º  | 24 | Simone Corsi        | Tasca Racing                 | Kalex              | 20   | +30,732   | 14º     | 2     |
| 15º  | 77 | Dominique Aegerter  | Kiefer Racing                | KTM                | 20   | +30,87    | 21º     | 1     |
| 16º  | 32 | Isaac Viñales       | SAG Team                     | Kalex              | 20   | +31,052   | 18º     |       |
| 17º  | 52 | Danny Kent          | Beta Tools - Speed Up Racing | Speed Up           | 20   | +31,958   | 6º      |       |
| 18º  | 64 | Bo Bendsneyder      | Tech 3 Racing                | Tech 3 Mistral 610 | 20   | +32,382   | 20º     |       |
| 19º  | 5  | Andrea Locatelli    | Italtrans Racing             | Kalex              | 20   | +35,228   | 23º     |       |
| 20º  | 20 | Fabio Quartararo    | Beta Tools - Speed Up Racing | Speed Up           | 20   | +35,357   | 16º     |       |
| 21º  | 45 | Tetsuta Nagashima   | Idemitsu Honda Team Asia     | Kalex              | 20   | +35,969   | 26º     |       |
| 22º  | 4  | Steven Odendaal     | NTS RW Racing GP             | NTS                | 20   | +42,545   | 22º     |       |
| 23º  | 89 | Khairul Idham Pawi  | Idemitsu Honda Team Asia     | Kalex              | 20   | +42,776   | 25º     |       |
| 24º  | 13 | Romano Fenati       | Marinelli Snipers            | Kalex              | 20   | +44,562   | 5º      |       |
| 25º  | 16 | Joe Roberts         | NTS RW Racing GP             | NTS                | 20   | +56,077   | 27º     |       |
| 26º  | 62 | Stefano Manzi       | Forward Racing               | Suter MMX2         | 20   | +1'01.581 | 28º     |       |
| 27º  | 95 | Jules Danilo        | Nashi Argan SAG              | Kalex              | 20   | +1'01.853 | 29º     |       |
| 28º  | 63 | Zulfahmi Khairuddin | SIC Racing                   | Kalex              | 20   | +1'11.618 | 32º     |       |
| 29º  | 21 | Federico Fuligni    | Tasca Racing                 | Kalex              | 20   | +1'20.148 | 31º     |       |
| 30º  | 51 | Eric Granado        | Forward Racing               | Suter MMX2         | 20   | +1'26.192 | 30º     |       |

### Ritirati
| Nº | Pilota       | Squadra                    | Motocicletta | Giri | Griglia |
| -- | ------------ | -------------------------- | ------------ | ---- | ------- |
| 22 | Sam Lowes    | Swiss Innovative Investors | KTM          | 10   | 10º     |
| 27 | Iker Lecuona | Swiss Innovative Investors | KTM          | 7    | 15º     |

## Moto3
La classe di minor cilindrata è stata quella che ha inaugurato il nuovo anno di gara e si è disputata alla luce naturale, diversamente dalle altre. La gara è stata caratterizzata dal duello tra due piloti spagnoli, Jorge Martín e Arón Canet che si sono classificati nell'ordine, distanziati tra loro da due centesimi di secondo al traguardo. Al terzo posto l'italiano Lorenzo Dalla Porta, che ottiene il suo primo podio nel contesto del motomondiale.

### Arrivati al traguardo
| Pos. | Nº | Pilota                 | Squadra                 | Motocicletta  | Giri | Tempo     | Griglia | Punti |
| ---- | -- | ---------------------- | ----------------------- | ------------- | ---- | --------- | ------- | ----- |
| 1º   | 88 | Jorge Martín           | Del Conca Gresini       | Honda NSF250R | 18   | 38'18.207 | 2º      | 25    |
| 2º   | 44 | Arón Canet             | Estrella Galicia 0,0    | Honda NSF250R | 18   | +0,023    | 7º      | 20    |
| 3º   | 48 | Lorenzo Dalla Porta    | Leopard Racing          | Honda NSF250R | 18   | +6,746    | 9º      | 16    |
| 4º   | 23 | Niccolò Antonelli      | SIC58 Squadra Corse     | Honda NSF250R | 18   | +6,791    | 1º      | 13    |
| 5º   | 19 | Gabriel Rodrigo        | RBA BOE Skull Rider     | KTM RC 250 GP | 18   | +6,85     | 3º      | 11    |
| 6º   | 21 | Fabio Di Giannantonio  | Del Conca Gresini       | Honda NSF250R | 18   | +6,916    | 16º     | 10    |
| 7º   | 27 | Kaito Toba             | Honda Team Asia         | Honda NSF250R | 18   | +6,946    | 5º      | 9     |
| 8º   | 71 | Ayumu Sasaki           | Petronas Sprinta Racing | Honda NSF250R | 18   | +6,998    | 4º      | 8     |
| 9º   | 84 | Jakub Kornfeil         | Redox PrüstelGP         | KTM RC 250 GP | 18   | +7,156    | 11º     | 7     |
| 10º  | 16 | Andrea Migno           | Ángel Nieto Team        | KTM RC 250 GP | 18   | +7,699    | 14º     | 6     |
| 11º  | 7  | Adam Norrodin          | Petronas Sprinta Racing | Honda NSF250R | 18   | +7,753    | 17º     | 5     |
| 12º  | 5  | Jaume Masiá            | Bester Capital Dubai    | KTM RC 250 GP | 18   | +8,026    | 13º     | 4     |
| 13º  | 22 | Kazuki Masaki          | RBA BOE Skull Rider     | KTM RC 250 GP | 18   | +8,829    | 19º     | 3     |
| 14º  | 12 | Marco Bezzecchi        | Redox PrüstelGP         | KTM RC 250 GP | 18   | +21,838   | 6º      | 2     |
| 15º  | 42 | Marcos Ramírez         | Bester Capital Dubai    | KTM RC 250 GP | 18   | +26,912   | 15º     | 1     |
| 16º  | 10 | Dennis Foggia          | SKY Racing Team VR46    | KTM RC 250 GP | 18   | +26,981   | 24º     |       |
| 17º  | 14 | Tony Arbolino          | Marinelli Snipers       | Honda NSF250R | 18   | +33,401   | 25º     |       |
| 18º  | 41 | Nakarin Atiratphuvapat | Honda Team Asia         | Honda NSF250R | 18   | +33,446   | 26º     |       |
| 19º  | 76 | Makar Yurchenko        | CIP - Green Power       | KTM RC 250 GP | 18   | +33,622   | 23º     |       |

### Ritirati
| Nº | Pilota          | Squadra                    | Motocicletta  | Giri | Griglia |
| -- | --------------- | -------------------------- | ------------- | ---- | ------- |
| 17 | John McPhee     | CIP - Green Power          | KTM RC 250 GP | 17   | 12º     |
| 72 | Alonso López    | Estrella Galicia 0,0       | Honda NSF250R | 11   | 21º     |
| 11 | Livio Loi       | Reale Avintia Academy      | KTM RC 250 GP | 11   | 18º     |
| 8  | Nicolò Bulega   | SKY Racing Team VR46       | KTM RC 250 GP | 10   | 22º     |
| 33 | Enea Bastianini | Leopard Racing             | Honda NSF250R | 5    | 10º     |
| 65 | Philipp Öttl    | Südmetall Schedl GP Racing | KTM RC 250 GP | 3    | 8º      |
| 40 | Darryn Binder   | Red Bull KTM Ajo           | KTM RC 250 GP | 3    | 20º     |

### Non partiti
| Nº | Pilota         | Squadra             | Motocicletta  |
| -- | -------------- | ------------------- | ------------- |
| 75 | Albert Arenas  | Ángel Nieto Team    | KTM RC 250 GP |
| 24 | Tatsuki Suzuki | SIC58 Squadra Corse | Honda NSF250R |